# Fyrfältsväg

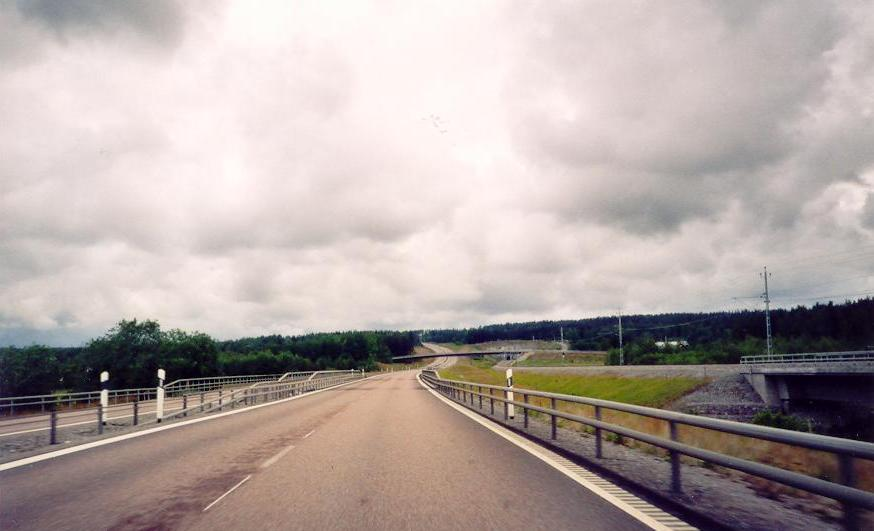
E4 norr om Söderhamn. Idag är sträckan Söderhamn–Enånger skyltad som motortrafikled (tidigare motorväg), men från början var vägen enbart klassad som fyrfältsväg. När vägen invigdes var den Sveriges första fyrfältsväg.

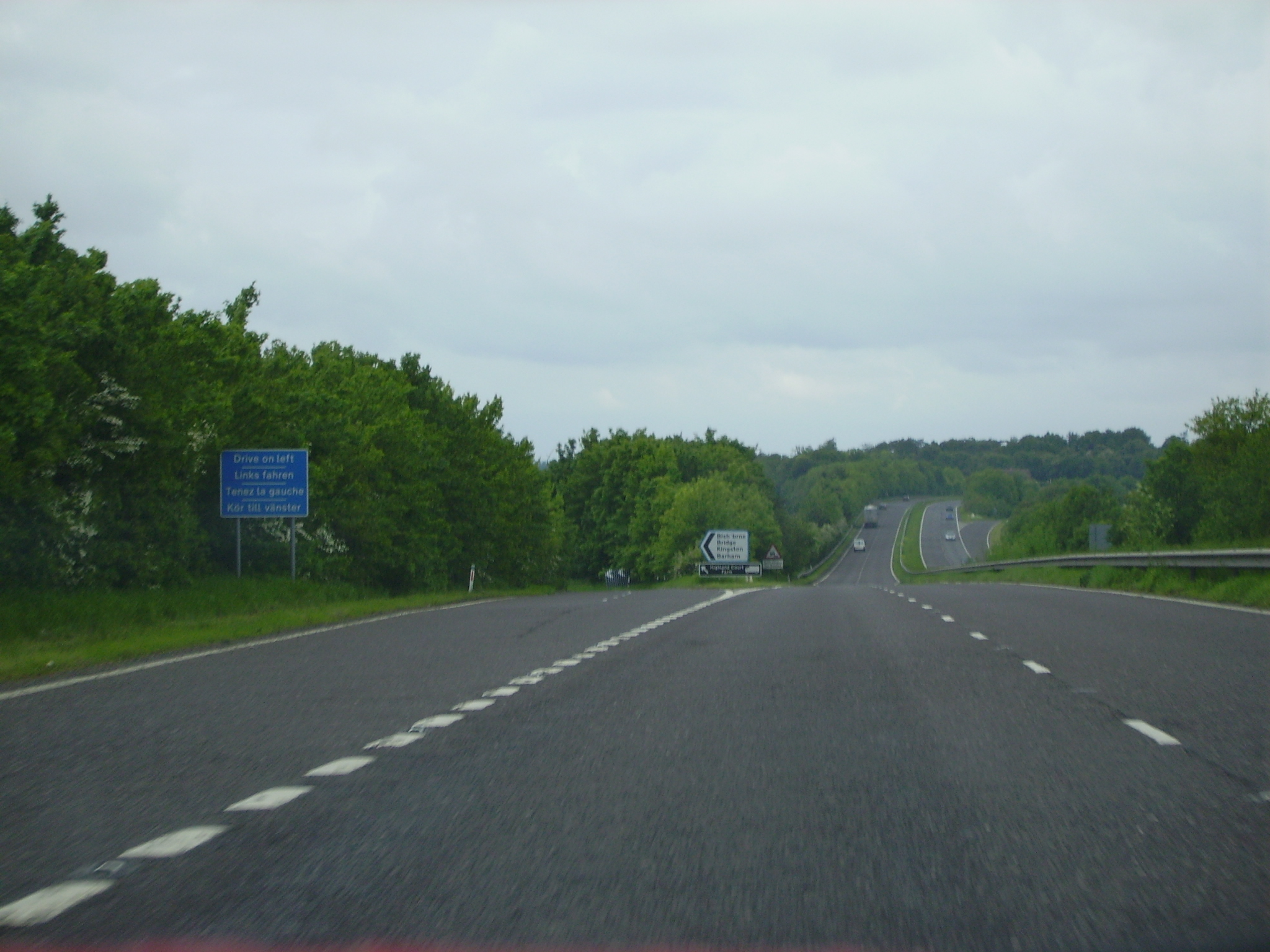
Så kallad dual carriageway längs A2 i Storbritannien. Sträckan är officiellt vanlig landsväg och inte skyltad motorväg. Bland annat saknar sträckan vägren, vilket denna vägtyp ofta gör. Ofta sker korsningar genom planskilda trafikplatser med accelerationsfält, men ibland sker dessa genom rondeller. Bashastigheten på dessa vägar för personbilar är samma som på motorvägar, dvs. 70 mph (112 km/h).

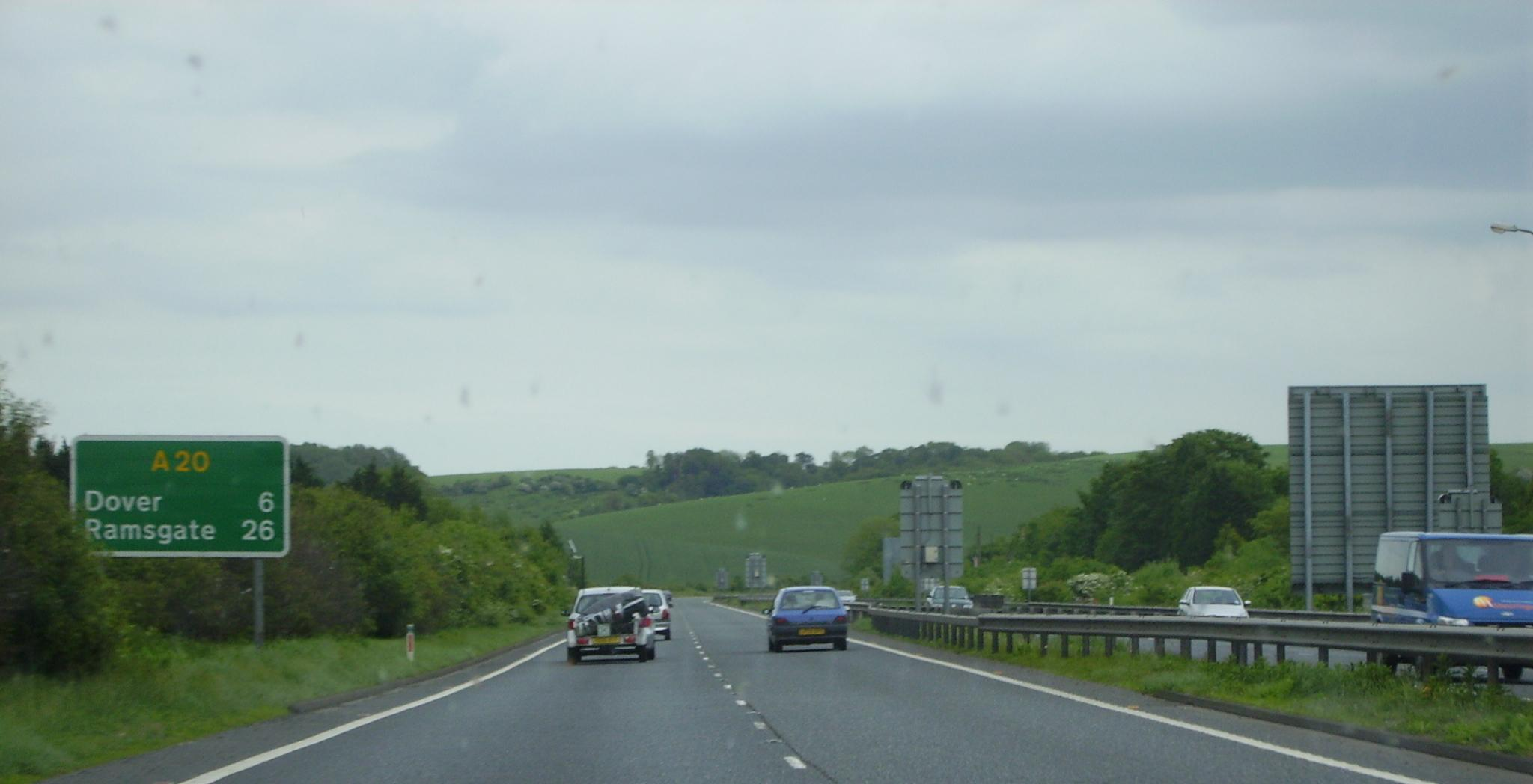
Dual carriageway längs A20 mellan Folkestone och Dover, Storbritannien. I Storbritannien används blå skyltar på motorvägar, men då sträckan officiellt är vanlig landsväg är skyltarna gröna.

En fyrfältsväg är en mittseparerad väg med fyra körfält, två i varje riktning, eller mer som inte är motorväg eller mötesfri motortrafikled. Termen 2+2-väg har också använts på senare år. Vägar med fyra körfält som inte är motorväg har dock funnits i många år i Sverige. Huruvida en väg har eller saknar en särskild fil för havererade fordon saknar betydelse för frågan om vägen skall anses motorväg eller inte. Det finns i åtskilliga länder motorvägar som saknar sådan fil liksom det i många länder finns vägar som varken är motorvägar eller motortrafikleder med sådan fil.
Trafikverkets definitions lyder: "Mittseparerad väg med två eller flera fält i varje riktning som inte är [motorväg] eller [mötesfri motortrafikled]".

## Olika typer
Det finns några typer av fyrfältsvägar:
1. Den mer påkostade varianten (kan vara 18,5 meter bred) är byggd som en motorväg och saknar plankorsningar. Dessa är ofta skyltade som motorvägar. De är smala motorvägar helt enkelt, "Snålmotorväg". Avgörande för typ av skyltning kan vara av- och påfarternas utformning, utformning av busshållplatser och vilken hastighet man finner rekommendabel samt var i landet man befinner sig, då det är länsstyrelserna som beslutar om motorvägsskyltning.[källa behövs] Denna typ av fyrfältsväg är ganska ny i Sverige.[källa behövs] En väg tänkt att skyltas som motorväg har tidigare alltid byggts med full bredd.[källa behövs] I vissa städer, särskilt Göteborg, finns sådana vägar som nästan uppfyller de fulla breddkraven men som inte skyltas som motorväg.[källa behövs] Detta eftersom man helst inte vill ha stadsmotorvägar.[källa behövs] I Danmark och särskilt Tyskland finns äldre motorvägar utan vägren, exempelvis E47 närmast Rödby.
2. En del är lite enklare än den förra typen och kanske med enkelt gjorda av- och påfarter utan ramper, och passar egentligen inte för att vara motorväg. De är ändå planskilda och skyltas ofta som motortrafikleder. Sträckan Söderhamn–Enånger på E4 är sådan men har ändå senare skyltats som motorväg, vilket skapat kritik.[källa behövs] I oktober 2011 skyltades sträckan om till motortrafikled[3].
3. En tredje typ är en typ som funnits under många år i Sverige. De har en enklare standard, med normala plankorsningar, eller blandat plankorsningar och planskilt. Däremot har de närapå full bredd. De har byggts så eftersom trafikmängden varit för hög för en landsväg, men för låg för en motorväg. Stadsvägar räknas inte in i denna kategori.[källa behövs] Man har märkt att även om mötesolyckorna försvunnit finns det många korsningsolyckor och singelolyckor.[källa behövs] Sådana vägar byggdes på 50/60-talet, men knappast senare, åtminstone inte utanför städer. Många sådana vägar har byggt om till motorvägar. Exempel: E20 söder om Alingsås och E45 norr om Göteborg.
4. En ny typ av fyrfältsväg (15,75 och 16,5 meter breda) liknar den föregående men är smalare och har stålvajerräcke i mitten och normala plankorsningar.[källa behövs] I vissa fall har de istället speciella avfarter för vänstersväng enligt en princip som kallas Spanska svängen. Den dåliga sikten genom räcket kan göra vänstersvängar till och från vägen till ett problem.[källa behövs]Dessa enklare fyrfiliga vägar är officiellt enbart klassade som landsvägar. Däremot är de enbart upplåtna för motorfordon och därför är det förbjudet för gående, cykel, moped eller traktor etc. att använda dessa vägar.[källa behövs] De smala körfälten gör det farligt för dem.
5. Det finns mängder med rena stadsgator med fyra körfält, men det är inte dessa som avses med "fyrfältsväg", ens om de är genomfartsleder.[källa behövs]

Vägar av dessa typer finns i de flesta länder i Europa, men det brukar inte vara någon formell klass av vägar.[källa behövs] Vägar skyltade med motortrafikled-skylten utanför Sverige har ofta men absolut inte alltid fyra körfält med mittremsa.[källa behövs]
I Spanien finns en officiell vägtyp "Autovía", med en Spanien-unik skylt som visar vilka vägar som är det.[källa behövs] "Autovía" kan lämpligen översättas "fyrfältsväg".[källa behövs] Se mer i artikeln Motorvägar i Spanien.

## Lista över fyrfältsvägar i Sverige

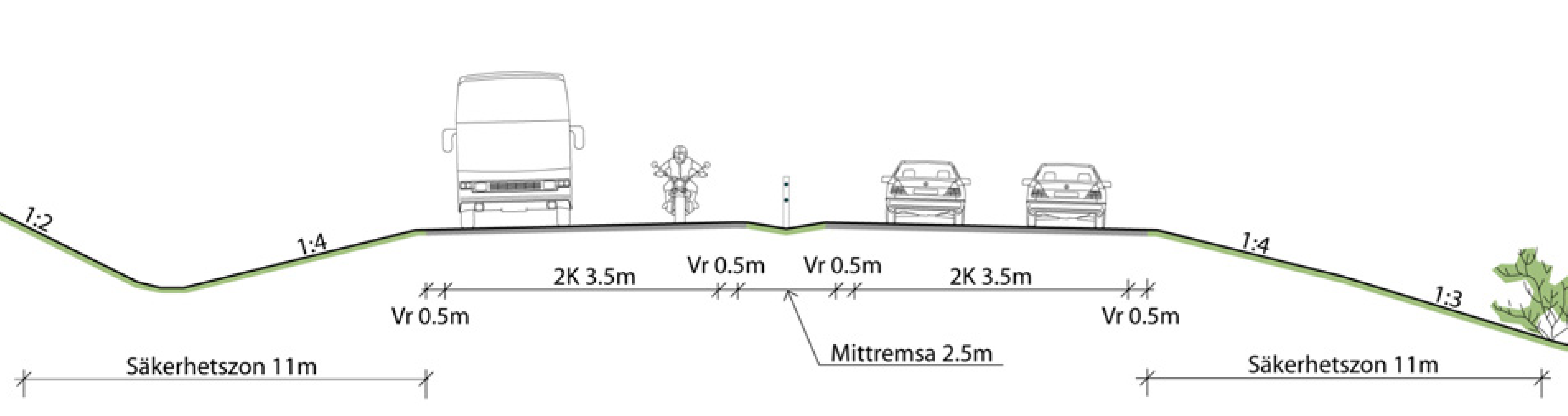
Typsektion för svensk 2+2-väg, 18,5 meter bred. Flacka säkerhetszoner skall kunna bära för uppställning av havererade fordon.

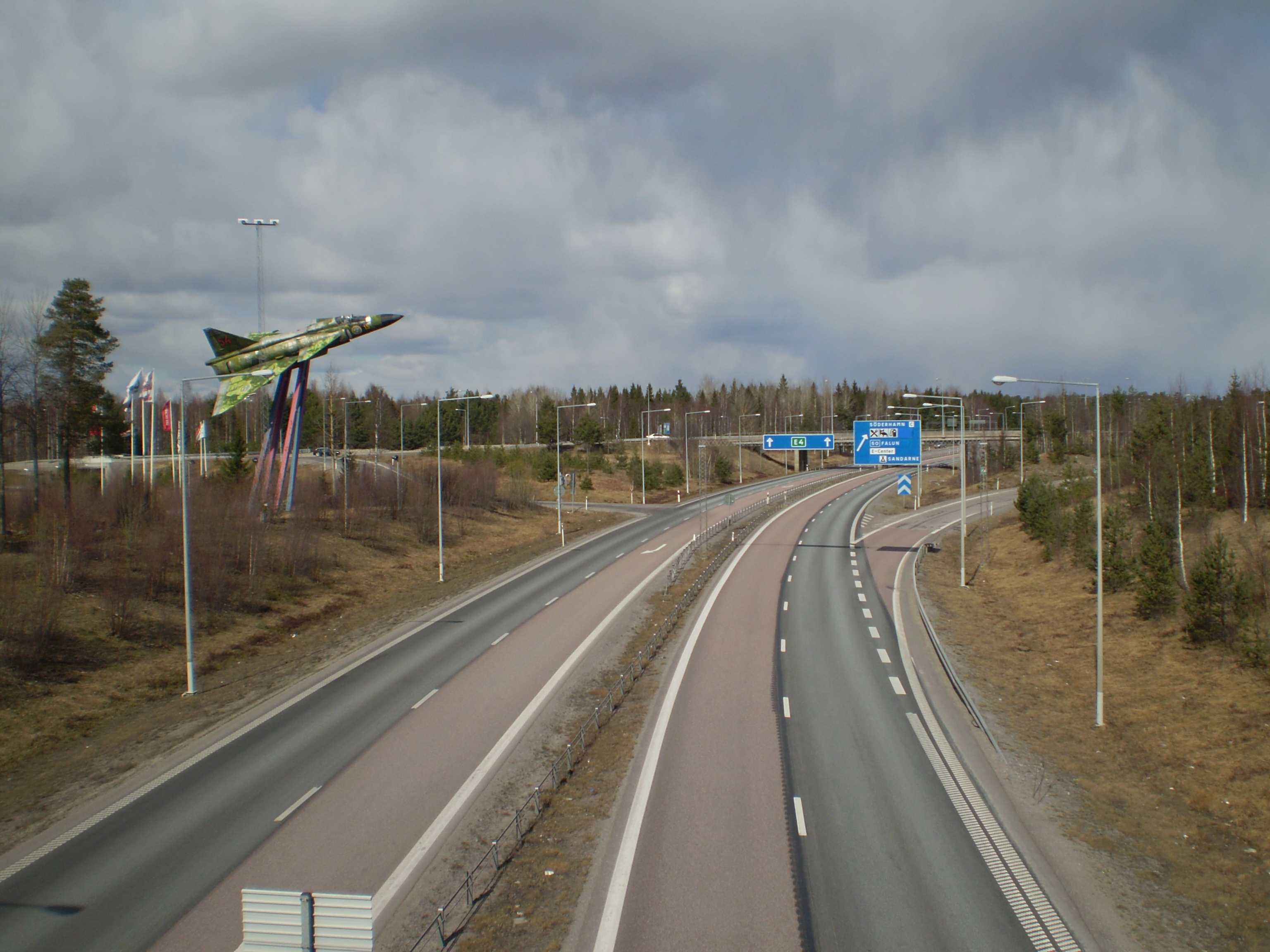
E4:an (avfart 206) genom Söderhamn

Nedan listas några av Sveriges fyrfiliga men ej motorvägs- eller motortrafikledsklassade vägsträckor (exklusive fyrfiliga stadsgator. Stadsgata är gata med täta korsningar och trottoarer).
- E4
  - Ersnäs–Gäddvik (planskild)
  - Skellefteå–Byske (planskild)
  - Umeå: Carlshem–Marieberg (delvis planskild)
  - Stöcksjö–Umeå (tidigare motorvägsklassad, planskild)
  - Örnsköldsvik–Arnäsvall (planskild)
  - Söderhamn–Hudiksvall (planskild)
- E12
  - Umeå: Carlshem–Marieberg (delvis planskild)
  - Umeå (Genomfart Ersboda)
- E18
  - Karlskoga genomfart (delvis planskild)
- E20
  - Tollered–Hemsjö (ej planskild, ombyggnad till motorväg planeras. Var förr mycket längre, Lerum–Alingsås, men är ombyggd till motorväg)
- E22
  - Genom södra Norrköping (planskild, tidigare motorvägsklassad)
- E45
  - Göteborg Fiskhamnen–Götatunneln–Surte (planskild, förutom två trafikljus)
  - Trollhättan: Myrtuvan–Stallbacka (ej planskild)
  - Trollhättan/Stallbacka–Vänersborg/Skogsbo  (planskild)
- E65
  - Börringe–Skurup (delvis planskild)
- Riksväg 17
  - Strax s.o om Örja Kyrkby–Landskrona, korsar E6 nästan som en motorvägskorsning i övrigt ej planskild.
- Riksväg 26
  - Förbi Skultorp (gemensam med Riksväg 46, planskild)
  - Halmstad  (ej planskild)
- Riksväg 44
  - Uddevalla: Kurveröd–Torp (E6) (ej planskild)
- Riksväg 50
  - Falun–Borlänge (den äldsta delen, Ornäs–Borlänge, tidigare motorvägsklassad; planskild med undantag för cirkulationsplats i Falun)
  - Axbergshammar–Örebro (antalet körfält reduceras till 1+1 vid anslutningar till cirkulationsplatser)
- Riksväg 51 Riksväg 51 nära Trafikplats Svärtinge. Vägen är 16 meter bred. Aktuell sträcka invigdes 2007.[källa behövs]

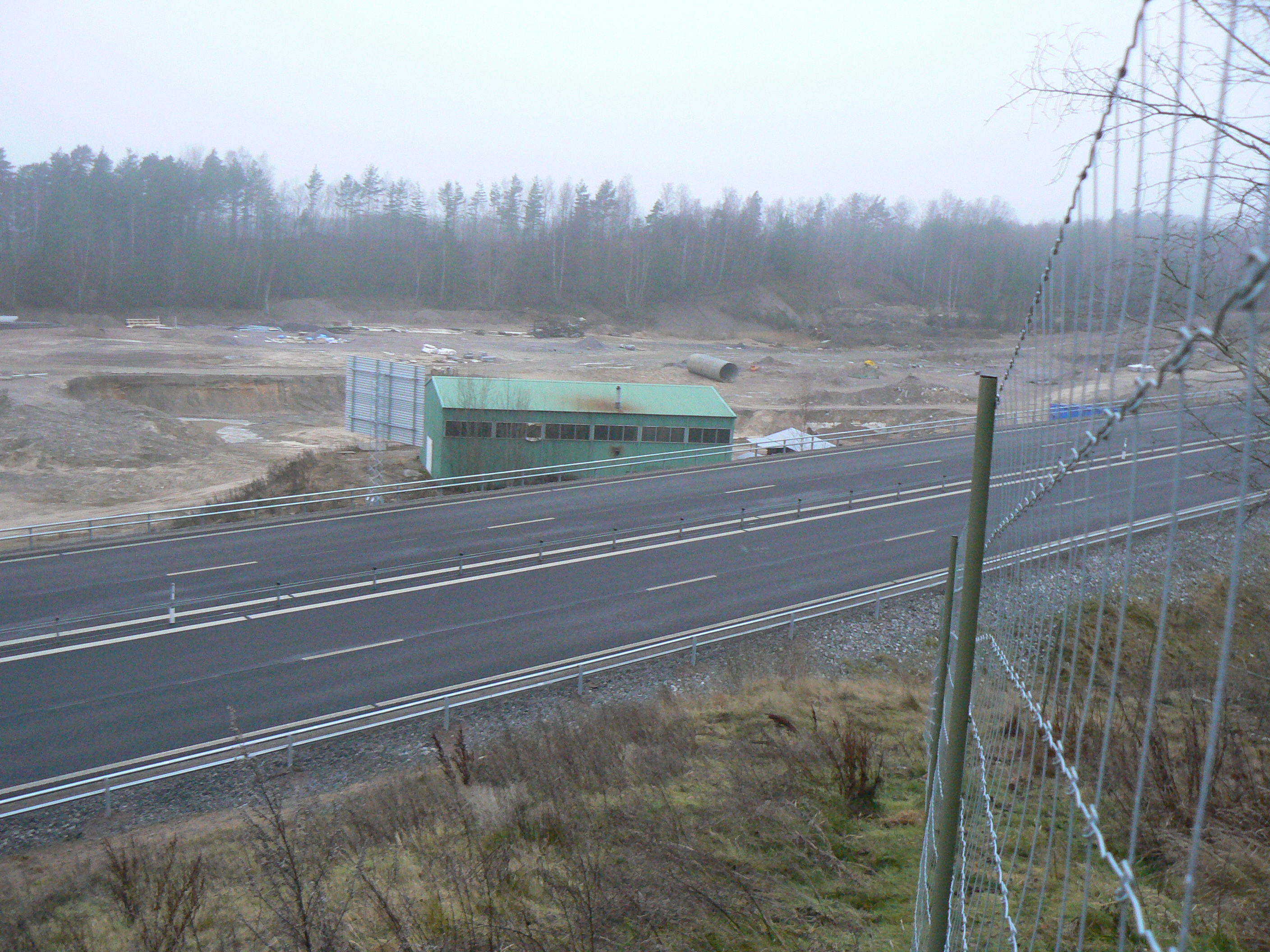
Riksväg 51 nära Trafikplats Svärtinge. Vägen är 16 meter bred. Aktuell sträcka invigdes 2007.

  - Förbi Svärtinge (Eriksberg–Kolstad) (planskild)
- Riksväg 53
  - Nyköping–Arnö
- Riksväg 70
  - Romme–Borlänge
- Riksväg 73
  - Gryt–Västerhaninge/Fors (mestadels planskild)
- E16
  - Sandviken (västra)–Hillsta (planskild)
- Länsväg 155
  - Bräckemotet–Torslanda  (mestadels planskild)
- Länsväg 158
  - Göteborg/Järnbrott)–Hovås  (ej planskild)
  - dessutom dess förlängning till Linnéplatsen, Dag Hammarskjöldsleden (planskild)
- E6.01, Inre Ringvägen, Malmö
  - från Lommarondellen nära Spillepeng till trafikplats Sege (i övrigt motorväg fram till E6:ans förlängning söderifrån)
- E6.02
  - Norra ringen, Lund (ej planskild; större delen av förbindelsen mellan motorvägarna E22 och E6)
- E6.20
  - Göteborg: Björlandamotet–Älvsborgsbron–Västra Frölunda–Mölndal  (planskild)
- E6.21
  - Göteborg: Ringömotet–Lundbyleden–Lundbytunneln–Bräckemotet.
- Länsväg 111
  - Österleden, Helsingborg (en sydlig och en nordlig del, med 1+1+vägrenar emellan)
- Helsingborg
  - Landskronavägen–Hästhagsvägen–Planteringsvägen (ej planskild, onumrerad men väg inte gata och 70 km/h)
- Länsväg 226
  - Stockholm: Huddingevägen Östberga–Flemingsberg
- Länsväg 229
  - Stockholm: Örbyleden Örby–Hökarängen
- Åbyvägen
  - Stockholm: Huddingevägen–Södra Länken
- Länsväg 267
  - Stockholm: Stäket–Rotebro mellan E18 och E4
- Länsväg 271
  - Stockholm: Älvsjö–Högdalen samt Farsta strand–Trångsund/Nynäsvägen
- Länsväg 276
  - Åkersberga Rosenkälla E18–Åkersberga
- Östergötlands länsväg 687
  - Linköping: Brokindsleden Centrum–norra Ekholmen (mestadels ej planskild)